# Iñigo Ansola
Iñigo Ansola Kareaga (Marquina-Jeméin, Vizcaya, 1974) es un político español miembro del Partido Nacionalista Vasco (EAJ-PNV). En la actualidad es presidente del Bizkai Buru Batzar, la ejecutiva territorial del PNV en Vizcaya, y por consiguiente, burukide del Euzkadi Buru Batzar.

## Biografía
Iñigo Ansola nació en agosto de 1974 en el municipio vizcaíno de Marquina-Jeméin. Es hijo de José Antonio Ansola y Teresa Kareaga y tiene tres hermanos y una hermana. Su tío, Ángel Kareaga, fue alcalde de su pueblo natal entre 1999 y 2003. Su lengua materna es el euskera, pero habla también castellano e inglés.
Cursó EGB en Berakruz Ikastola, continuó sus estudios de BUP y COU en el instituto de Ondarroa. Inició los estudios de Ingeniería Técnica en la UPV-EHU, pero dejó los estudios para incorporarse al mundo laboral.
Entre 1994 y 2003 ha trabajado como técnico de fundición inyectada de aluminio y zamak.

## Trayectoria política
Inició su actividad política en EGI. Posteriormente ha ido ocupando cargos internos en el PNV, siendo el más relevante el de presidente la Mesa de la Asamblea Territorial de Bizkaia.
Fue nombrado presidente de la Mancomuniad de Lea-Artibai en octubre de 2003. En 2007 entró en la Diputación Foral de Vizcaya como director de Aguas y en 2011 pasó a ser director de Infraestructuras Ambientales.
En 2013 llegó al Departamento de Medio Ambiente y Política Territorial del Gobierno Vasco para dirigir la Agencia Vasca del Agua y en 2016 pasó al Departamento de Desarrollo Económico conducido por Arantxa Tapia para dirigir el Ente Vasco de Energía.
En octubre de 2024, en el proceso de renovación del PNV, Ansola, que había dejado su cargo en el Gobierno Vasco para trabajar de promotor de nuevos negocios en el Grupo Mondragón, fue impulsado como candidato oficialista para sustituir a Itxaso Atutxa en la presidencia del Bizkai Buru Batzar. En la primera vuelta contó con el apoyo de 67 de las 75 asambleas locales del partido. También se propusieron otras candidaturas de las que solamente decidió dar un paso adelante el abogado David Salinas-Armendáriz, crítico con la dirección y defensor del «rearme ideológico» del partido. Finalmente, en la segunda vuelta celebrada en noviembre, Ansola se habría impuesto con el apoyo de 162 de los 189 apoderados (quienes se limitan a transmitir los resultados de sus respectivos batzokis), convirtiéndose así en presidente del Bizkai Buru Batzar.